# KCalc
KCalc je kalkulačka z prostředí KDE. Mimo funkce poskytované většinou vědeckých kalkulaček zvládá KCalc trigonometrické funkce, logické operace, statistické výpočty a má mnoho předdefinovaných matematických a fyzikálních konstant. Od verze 2 (z KDE 3.5) umí KCalc počítat s libovolnou přesností.

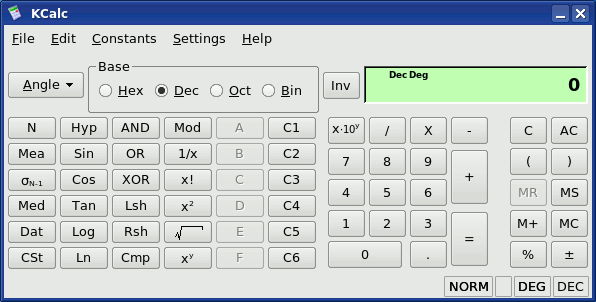
KCalc s vědeckými/inženýrskými tlačítky